# هرم بن حیان
هَرِم بن حَیّان یکی از اصحاب پیامبر بود که در فتح فارس شرکت داشت. او شهر گور را برای مدتی در محاصره نگاه داشت تا عبدالله بن عامر سر رسید.